# Francis Alexander

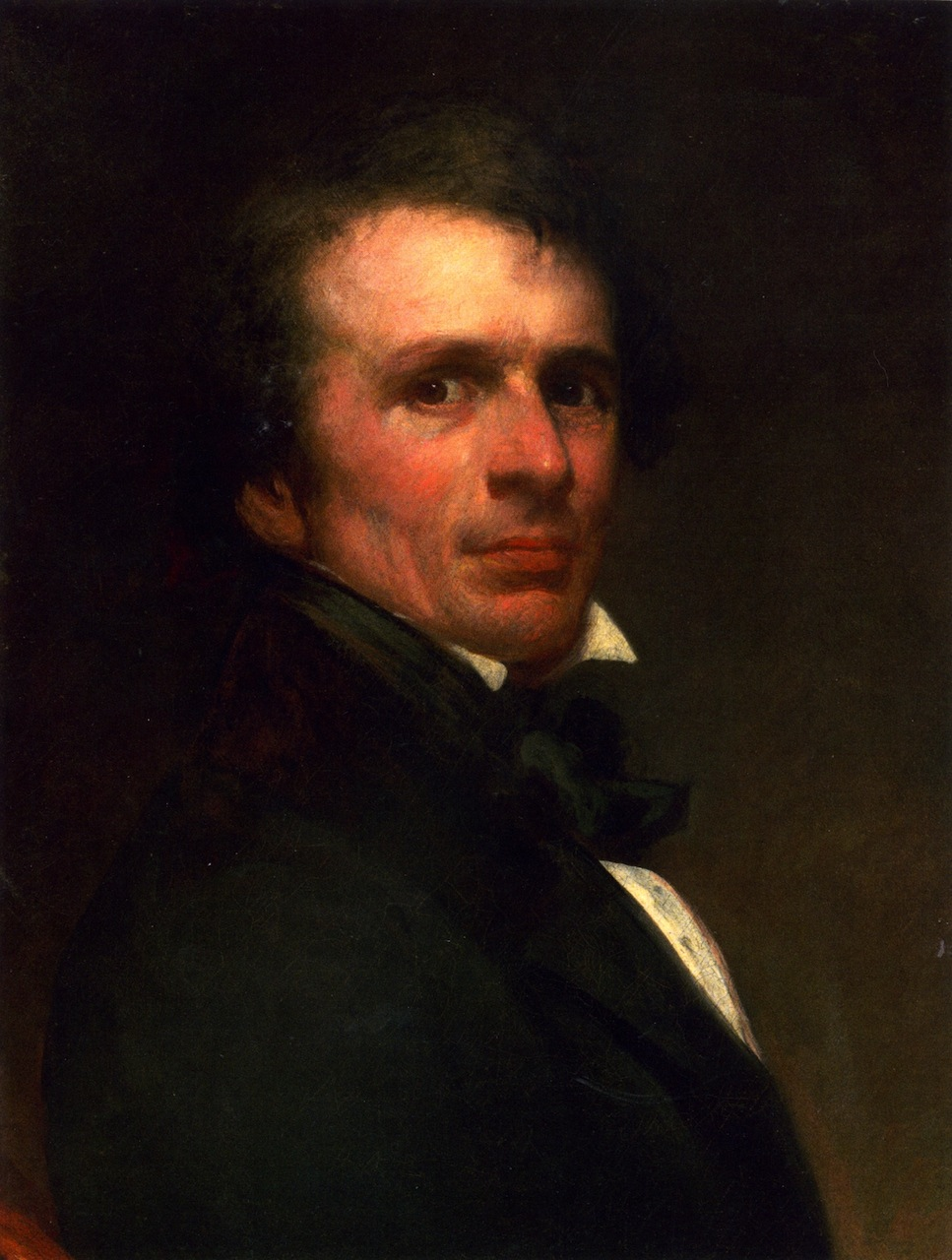
Francis Alexander
Selbstporträt um 1830

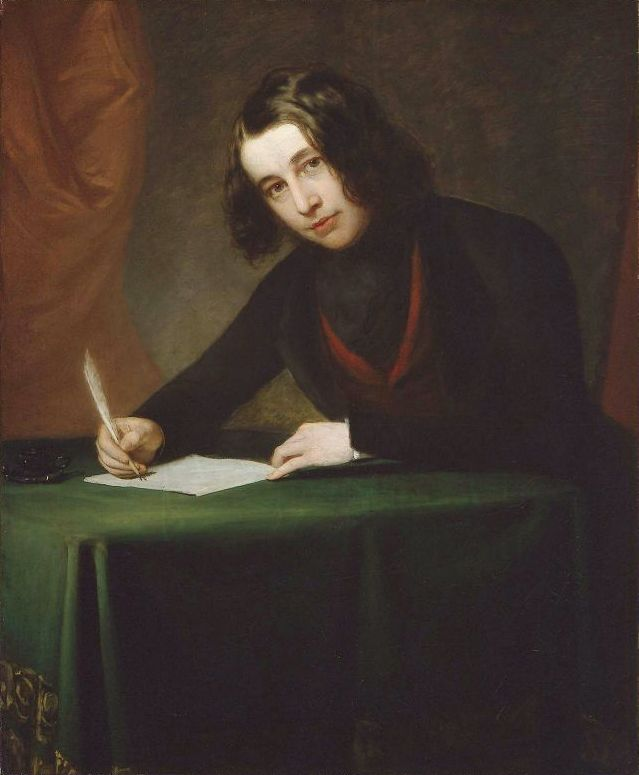
Charles Dickens, 1842 in Boston porträtiert von Francis Alexander

Francis Alexander (* 3. Februar 1800 in Killingly; † 27. März 1880 in Florenz) war ein US-amerikanischer Porträtmaler und Grafiker.
Francis Alexander, der Sohn von Neil Alexander und Esther Smith, wuchs auf der kleinen Farm des Vaters auf. Ab 1820 studierte er bei Alexander Robertson (1772–1841) in New York Malerei. 1823 ging er nach Boston und malte – zumeist zwischen 1825 und 1831 – vorzugsweise die ansässigen Honoratioren. Zwischen 1831 und 1832 bereiste er Europa. In Rom wohnte Francis Alexander bei Thomas Cole. In Florenz lernte er seine spätere Frau, die schöne und begüterte Lucia Gray Swett (1814–1916) kennen, die er am 9. Mai 1836 in der Bostoner Park Street Church heiratete. Ein Jahr darauf wurde die Tochter Francesca (1837–1917) geboren. Unter Anleitung des Vaters wurde Francesca Alexander später eine gefragte Illustratorin.
1840 wurde Francis Alexander Ehrenmitglied der New Yorker National Academy of Design.
1842 besuchte Charles Dickens Boston. Bei der Gelegenheit entstand Francis Alexanders bekanntestes Bild (siehe rechts unten im Artikel).
1853 ließ sich Francis Alexander mit Frau und Kind in Florenz nieder. Die Familie blieb dort. Die einzige Ausnahme war ein Besuch anno 1868 in der alten Heimat.
Im Alter gab der Künstler das Porträtieren auf. Fortan sammelte und verkaufte er Bilder.
Seine letzte Ruhe fand Francis Alexander auf dem Florentiner Cimitero degli Allori (Lorbeer-Friedhof). Dort wurden später auch Ehefrau und Tochter beerdigt.